# Heuliez GX 44
Le GX 44 de Heuliez est un bus standard de 11,5 m dont la commercialisation a été effective de 1986 à 1991 pour la société nantaise SEMITAN.

## Historique

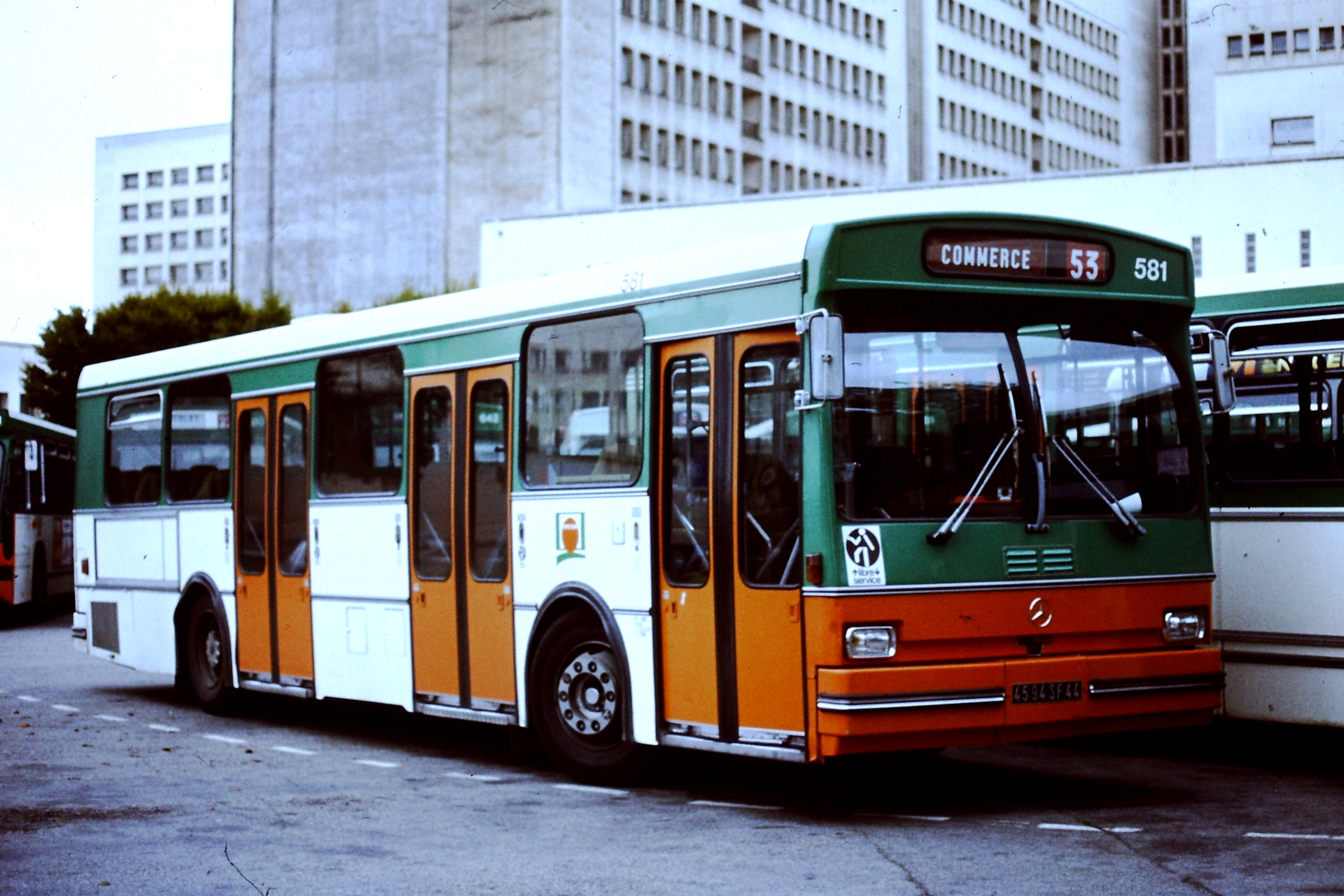
Mercedes-Benz O 305 du réseau Tan, avant d'être transformé en GX 44

Le GX 44 est un bus construit uniquement pour la société SEMITAN à Nantes. Après la réouverture du tramway, la compagnie s'est attaqué au renouvellement de son parc d'autobus constitué de Mercedes-Benz O 305.
La SEMITAN avait deux solutions, soit l'achat de nouveaux véhicules neufs ou d'occasions soit trouver une solution pour garder les Mercedes-Benz O 305, parce que seule la carrosserie devait être changée.
En 1986 la SEMITAN opte pour la solution numéro 2, elle s'associe avec Heuliez pour construire des bus avec les anciens châssis des Mercedes-Benz O 305 et la carrosserie des GX 107 ; cette opération est nommée GX 44.
Heuliez aurait fabriqué en tout 189 bus GX 44:
- 175 pour la SEMITAN (Nantes)
- 4 pour la CTA (Nantes)
- 4 pour cholet bus
- 5 pour Savac
- 1 pour Montpellier

Il ne reste plus aucun GX 44 en activité sur le réseau de Nantes. Cependant, 6 ont toutefois été conservés. Un, sert de bus info pour Nantes Métropole, un autre de bus info pour la SEMITAN, et encore un autre, sert de bus vélo pour la SEMITAN. Les trois autres sont propriétés d'associations.
Le 44 de GX 44 veut dire Loire-Atlantique, Nantes.

## Caractéristiques
| Châssis             | Moteur              | Boîte de vitesses            | Carrosserie    | Nombre de portes | Poids a vide | Longueur | Largeur | Capacité                               | Signalisation extérieure                   | Nombre de production |
| ------------------- | ------------------- | ---------------------------- | -------------- | ---------------- | ------------ | -------- | ------- | -------------------------------------- | ------------------------------------------ | -------------------- |
| Mercedes-Benz O 305 | Daimler-Benz OM 407 | Boîte automatique MB W3D-080 | Heuliez GX 107 | 2                | 9,6 t        | 11,59 m  | 2,5 m   | 99 places dont 27 assises et 72 debout | Girouettes HANOVER à commande électronique | 189 bus              |

## Commercialisation
Le projet est destiné à la SEMITAN, la plupart des GX 44 ont été fabriqués pour la SEMITAN mais quelques compagnies ont quelques exemplaires (de 1 à 5 exemplaires).